# 온코크로스
온코크로스(Oncocross)는 대한민국의 인공지능(AI) 기반 신약 개발기업이다.
 유전자 발현 데이터 (전사체)를 Al로 분석해 질병-치료제 연계하는 원천기술 보유하고 있으며 이를 기반으로 AI 플랫폼(랩터 AI, 온코랩터 AI, 온코파인드 Al)을 구축하였다.

## 역사
온코크로스(Oncocross)는 혈액종양 내과 전문의 김이랑 대표가 2015년 6월에 최진우 경희대 약대 교수와 설립하였다.

## 투자
2018년 액셀러레이터 에스엠시노로부터 5억원을 투자받고 2019년 시리즈A 투자에 마그나인베스트먼트, 우신벤처투자, 지앤텍벤처투자, 스마일게이트인베스트먼트가 60억을 투자하였다. 2020년 시리즈B 투자에 마그나인베스트먼트, 스마일게이트인베스트먼트, 아이디벤처스, 에스엠시노기술투자, 우신벤처투자, 이베스트투자증권, 지앤텍벤처투자, 하나금융투자, 한빛인베스트먼트, 나우아이비캐피탈, 비전크리에이터, 산은캐피탈, KB증권 등이 총 165억을 투자하였다
 2023년에 재무적 투자자(FI)로 인터베스트, 에스티캐피탈, 모루자산운용, 패스파인더에이치와 전략적 투자자(SI)로 동화약품이 145억 규모의 프리IPO 투자를 하였다

## 상장
나이스평가정보와 한국산업기술평가관리원에서 각각 A, A등급을 받아 기술평가에 통과하였으며 미래에셋증권을 주관사로 공모가 7,300원에 (희망공모가 밴드 10,100 ~ 12,300 원)에 2024년 12월 18일 상장하였다. 2015년 설립되었다.

## 같이 보기
- 혈액종양
- 드림씨아이에스
- 씨엔알리서치

## 참고문헌
1. ↑  강인효, 온코크로스, 1년 반여 만에 프리 IPO 투자 유치 재도전, 히트뉴스, 2023년 10월 7일
2. ↑  박종선, 유진투자증권 IPO 예정 온코크로스, 2024년 11월 29일
3. ↑  박도영, "AI 신약 발굴이 아닌 AI 신약 개발" 혈액종양내과 전문의가 세운 온코크로스가 다른 회사와 다른 점은, 메디게이트 뉴스, 2021년 2월 10일
4. ↑  김인한, 암 환자 진료만 1만명, 현직 의사 'AI 신약벤처'로 도전장, 헬로디디, 2020년 11월 18일
5. ↑  기술성 평가서 A받은 ‘온코크로스’, 어떤 신약 파이프라인 있나?, 김용주, 2023년 8월 2일
6. ↑  박호현, 시그널 ‘AI+신약개발’에 뭉칫돈 몰린다…온코크로스, 60억 투자 유치, 서울경제, 2019.07.29
7. ↑  김성민, 온코크로스, 시리즈B 165억.."AI 플랫폼 신약 개발", 바이오스펙테이터, 2020-09-04
8. ↑  황재희, 온코크로스, 145억 프리IPO 투자유치…"내년 상장 추진", 뉴시스, 2023년 11월 13일
9. ↑  http://www.hitnews.co.kr/news/articleView.html?idxno=47103
10. ↑  남대열, 온코크로스, 기술성 평가 통과…"코스닥 상장 추진", 히트뉴스, 2023년 7월 31일
11. ↑  ‘AI 신약개발’ 온코크로스, pre-IPO 145억 유치, 바이오스펙터, 2023년 11월 13일